# Loutka

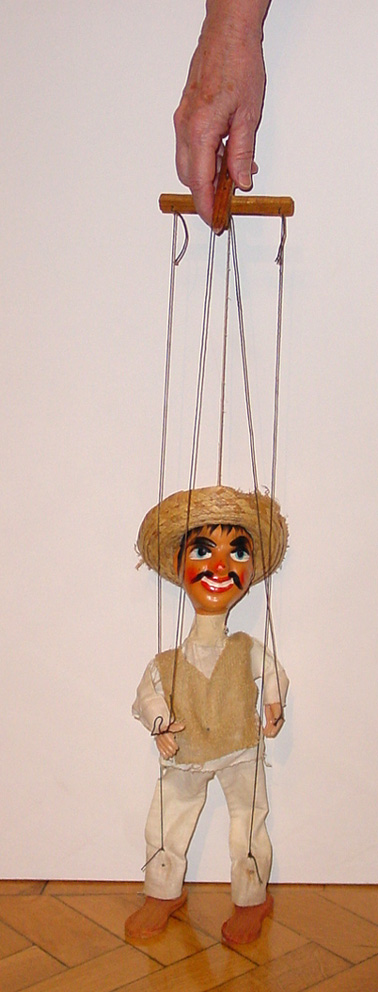
Marioneta s vahadlem (Mexiko)

Loutka je v divadelní terminologii převážně figurativní předmět (nejčastěji zmenšená postava nebo zvíře), který je uzpůsoben tak, aby mohl napodobovat pohyby jím zobrazené bytosti (figurativní loutka). Loutky, na rozdíl od rekvizit, mohou zobrazovat i personifikované neživé předměty.

## Původ a historie
Slovo loutka pochází patrně od slova lýko, z něhož se loutky kdysi vyráběly. Tím, že se při hře oživuje, to jest hraje, „pohybuje se“ nebo „mluví“, se loutka liší od panenky, kterou děti chovají, oblékají a vozí v kočárku jako nemluvně.
Loutky se podobně jako masky užívaly už od nejstarších dob, kdy se používaly jako součást náboženských rituálů.
Nejstarším známým dokladem použití loutky je plastika vyřezaná z mamutího klu, nalezená v hrobě z období mladého paleolitu na Francouzské ulici v Brně. Celý charakter výbavy zemřelého nasvědčuje tomu, že zde byl pohřben šaman a je tedy pravděpodobné, že i loutka byla rituálním předmětem.

## Loutky na divadle
Aby byl objekt na divadelním jevišti považován za loutku, musí nést význam bytosti a projevovat živost (např. mluvit, pohybovat se). Nejčastěji loutka, vedená loutkohercem, představuje člověka, často historickou, literární nebo divadelní postavu (Doktor Faust,Don Juan), nadpozemskou mytologickou bytost (sudičky, ďábel či Kašpárek), pohádkovou bytost nebo nějaké člověku blízké zvíře, ale může jí být i personifikovaný předmět.
Loutka může být vyrobena prakticky z jakéhokoli materiálu, i když nejčastější bývají loutky dřevěné, hadrové, kožešinové nebo papírové, případně tištěné na 3D tiskárně. Pohyblivost loutek je značně různá, některé se pouze posouvají po jevišti, u jiných mohou loutkoherci vytvořit celou škálu pohybů. Rovněž velikost loutek se pohybuje v širokém rozmezí, limitována je pouze technickými parametry – loutka nesmí být příliš malá, aby byla na jevišti dostatečně viditelná, ani příliš velká, aby s ní loutkoherec mohl pohybovat. Existují však i loutky v nadživotní velikosti.
Zvláštní druh loutek představují loutky pro loutkový animovaný film.

### Druhy loutek

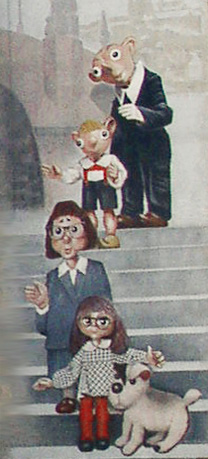
Spejbl, Hurvínek a Mánička

Loutky se dělí jednak podle materiálu (sláma, látka, dřevo, plastik), ale zejména podle techniky vedení čili oživování. Podle toho lze loutky rozdělit na:
- Závěsné – marioneta – loutka zavěšená na drátu nebo nitích, často s niťovým vedením rukou a vahadlem pro pohyb nohou, aby ji loutkoherec mohl ovládat jednou rukou. Tradiční loutka pro loutkové divadlo, ale také jako jarmareční loutka, která „hraje“ na hudební nástroj a podobně.
- Spodové:
  - Maňásek – látková loutka, která se navléká na ruku a vodí zespodu. Oblíbená také jako hračka, zvířátko.
  - Javajka nebo javánka (wajang) – loutka na tyčce nebo drátu, vedená zespodu.
  - Vařečková loutka – jednoduchá loutka, vedená zespodu.
- Vedené – např. manekýn – velká, obvykle látková loutka, kterou loutkoherec drží před sebou.
- Ostatní:
  - Stínová loutka.
  - Vodní loutka.
  - Loutka pro animovaný film – bez vedení, pohyblivé části musí držet v nastavené poloze.

Tak jako při dětské hře může jako „auto“ posloužit téměř jakýkoli předmět, mohou jako improvizované „loutky“ vystupovat různé předměty, animované jen celkovým pohybem a hlasem. Loutkové hře se podobá také technika divadelní hry s maskou, také ve složitých kostýmech se může herec do jisté míry podobat loutkoherci.

### České loutky
V českých zemích je bohatá tradice loutek i loutkářů, kterou v 19. století představuje zejména Matěj Kopecký. Mezi tradiční postavy (loutky) patřil Kašpárek a Kalupinka, král, princezna, rytíř, sedlák, čert a další. 
O obnovu loutkářství ve 20. století se zasloužil dr. Jindřich Veselý, který počátkem 20. století vydával popularizující časopisy Český loutkář (1912-13) a Loutkář (1917-39). Období do 2. světové války tak bylo „zlatou dobou“ českých rodinných loutkových divadel, pro která byly loutky i kvalitní dekorace vyráběny sériově.
České loutkářství proslavil zejména Josef Skupa postavami Spejbla a Hurvínka, loutkové filmy Jiřího Trnky, Hermíny Týrlové a řada dalších.
- Největší sbírku loutek v České republice má divadelní oddělení Národního muzea a vystavuje ji ve stálé expozici v Prachaticích.

#### Mezinárodní výstavy
V roce 2021 proběhla v jihokorejském Soulu výstava dřevěných loutek. České Muzeum loutkářských kultur v Chrudimi na výstavu zaslalo 12 loutek, včetně nejstarších exemplářů Spejbla a Hurvínka, Pianisty od Jiřího Trnky nebo loutky z inscenace Mauglí od divadla DRAK.

### Ocenění UNESCO
Od roku 2016 je české loutkářství zapsáno organizací UNESCO na seznamu Mistrovských děl ústního a nehmotného dědictví lidstva.

## Galerie

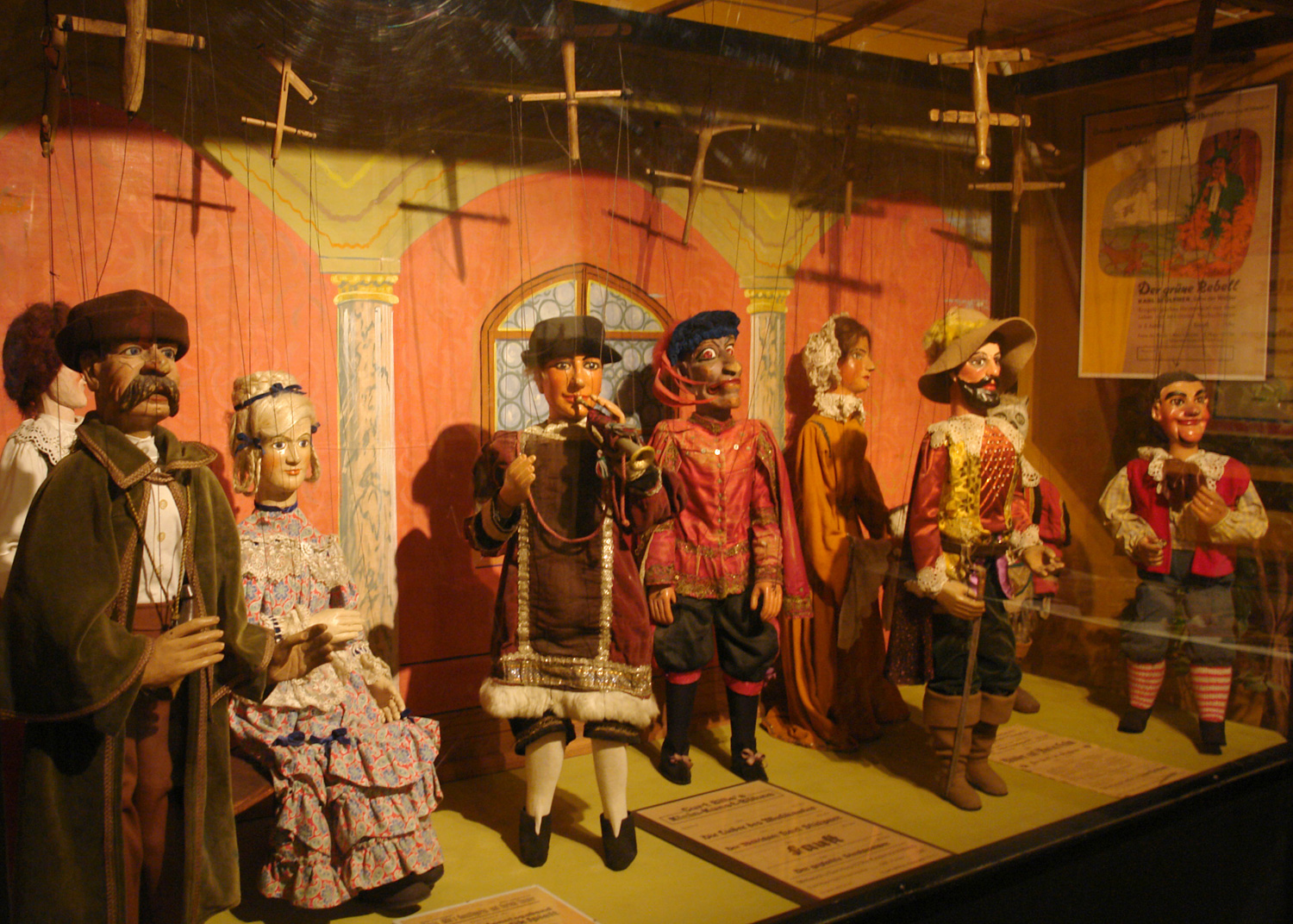
Německé marionety (foto J. Howaldt)
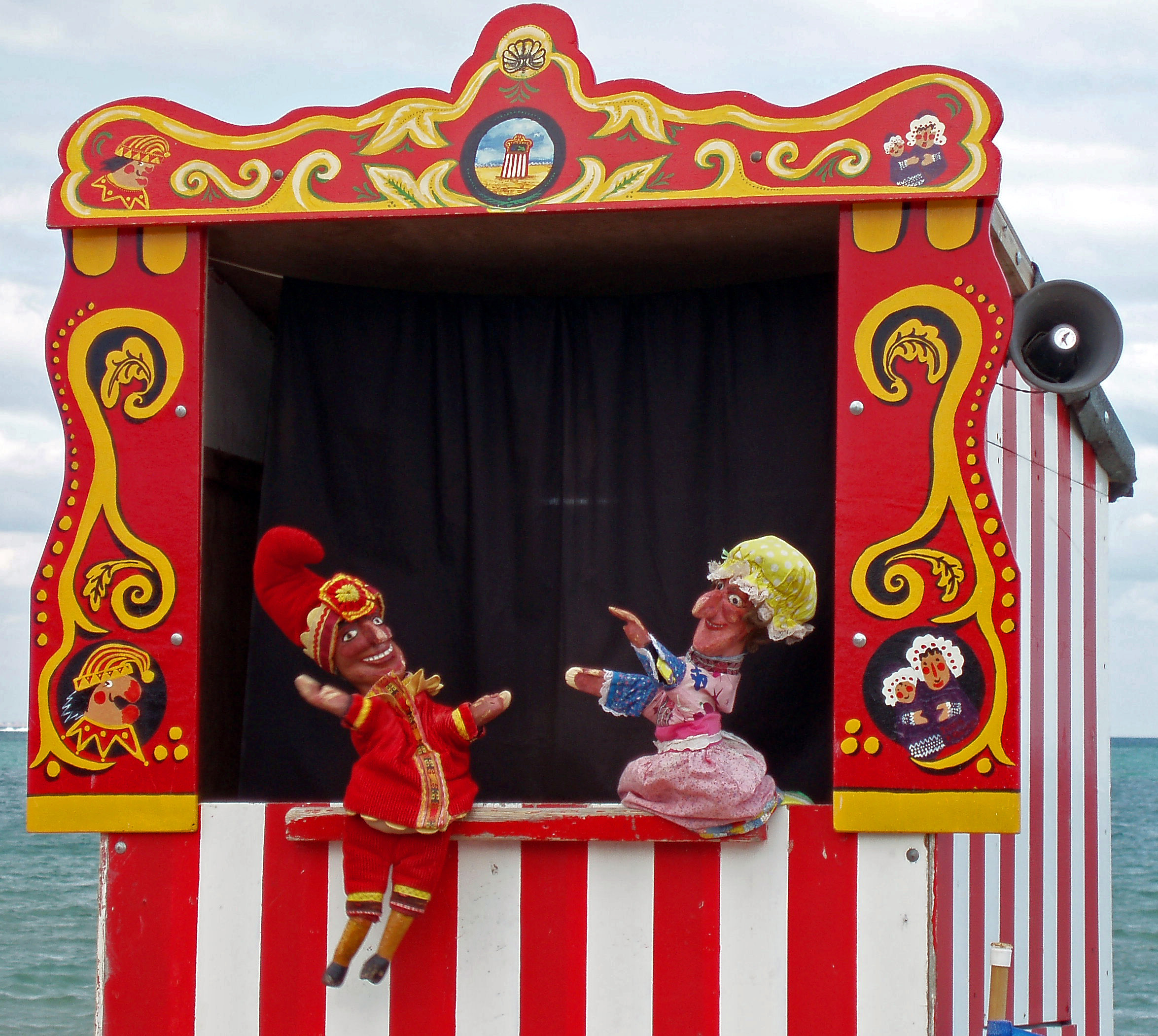
Tradiční britské maňáskové divadlo (Punch and Judy)
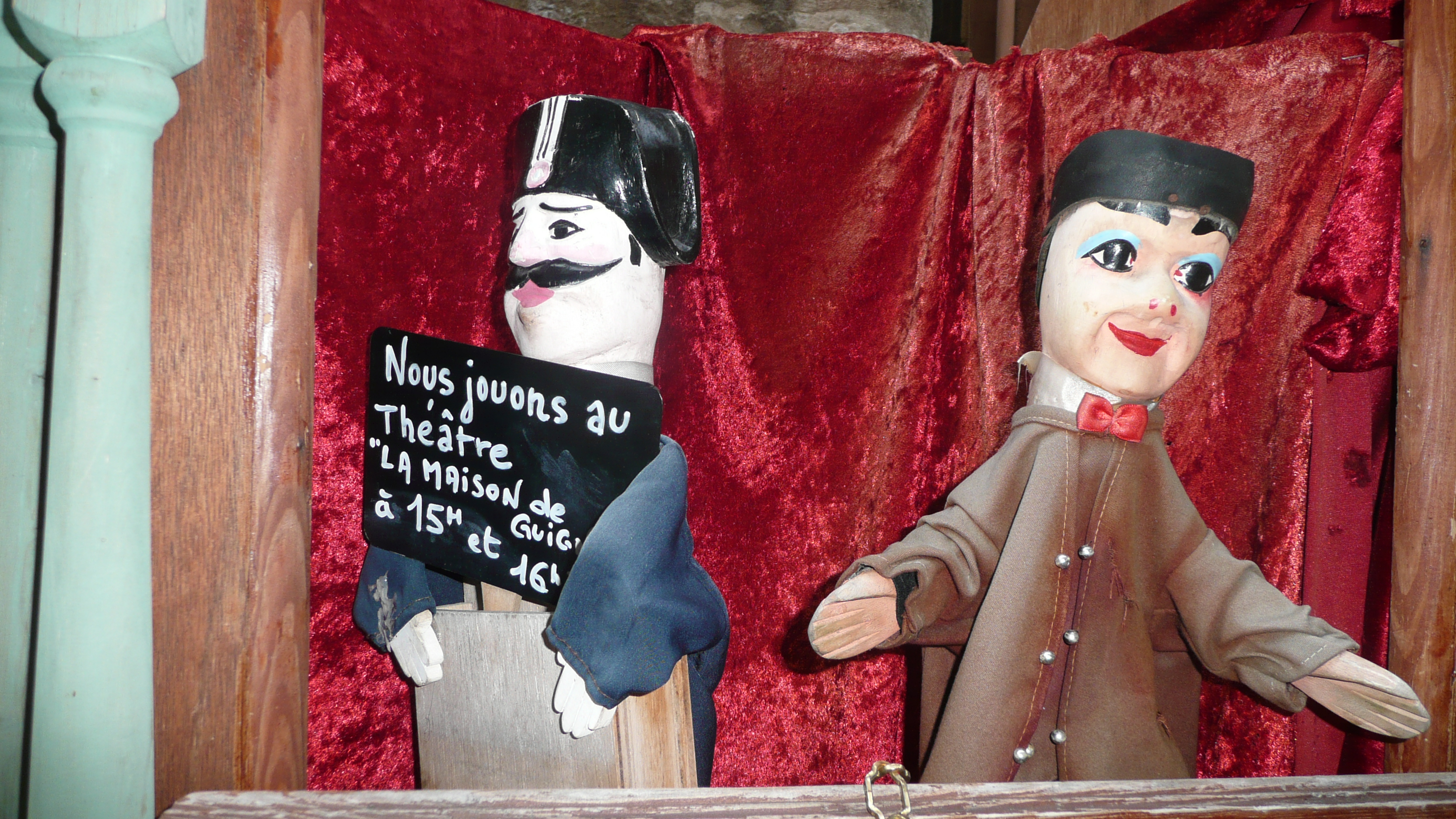
Francouzský Guignol
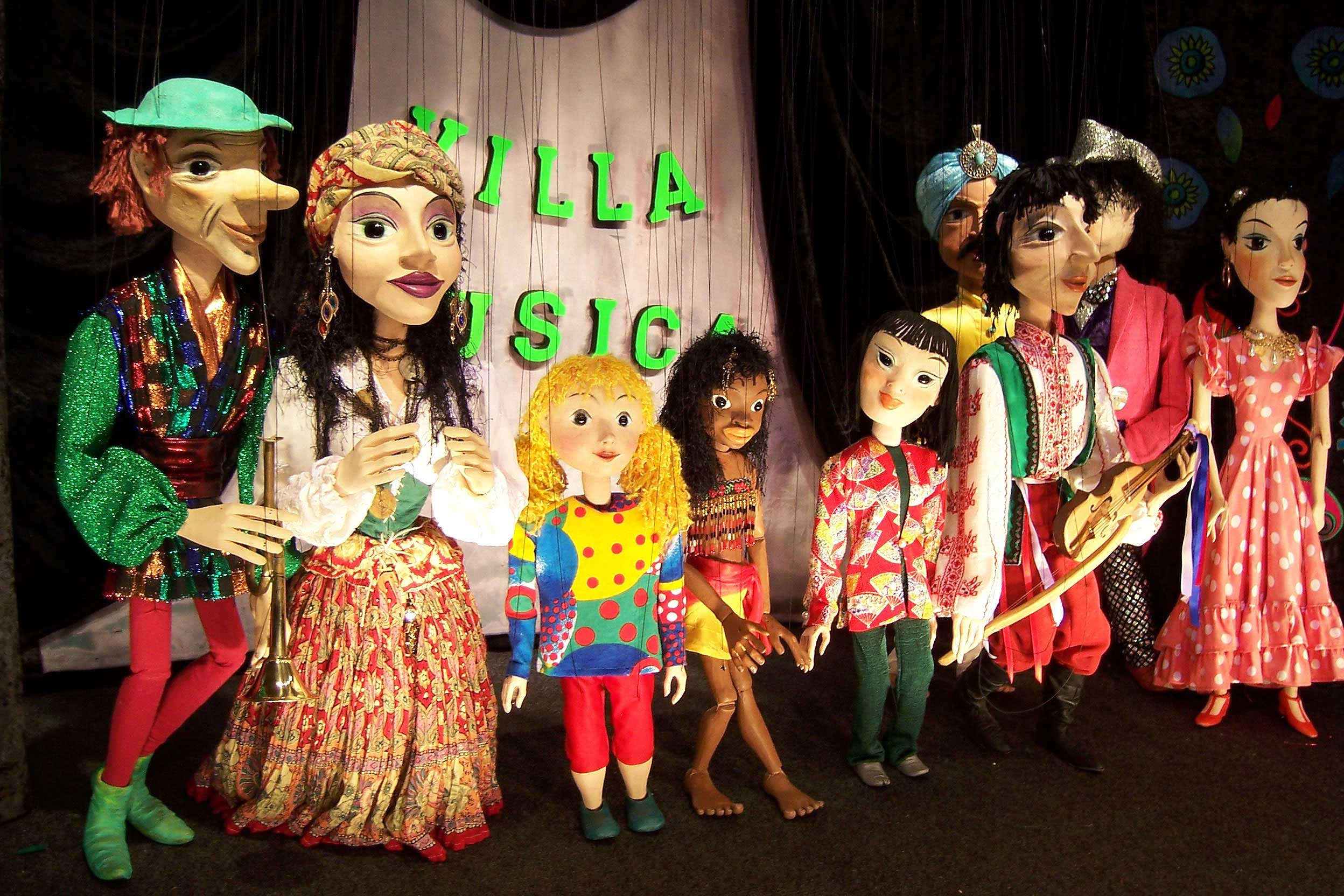
Marionety (Plön, Německo)
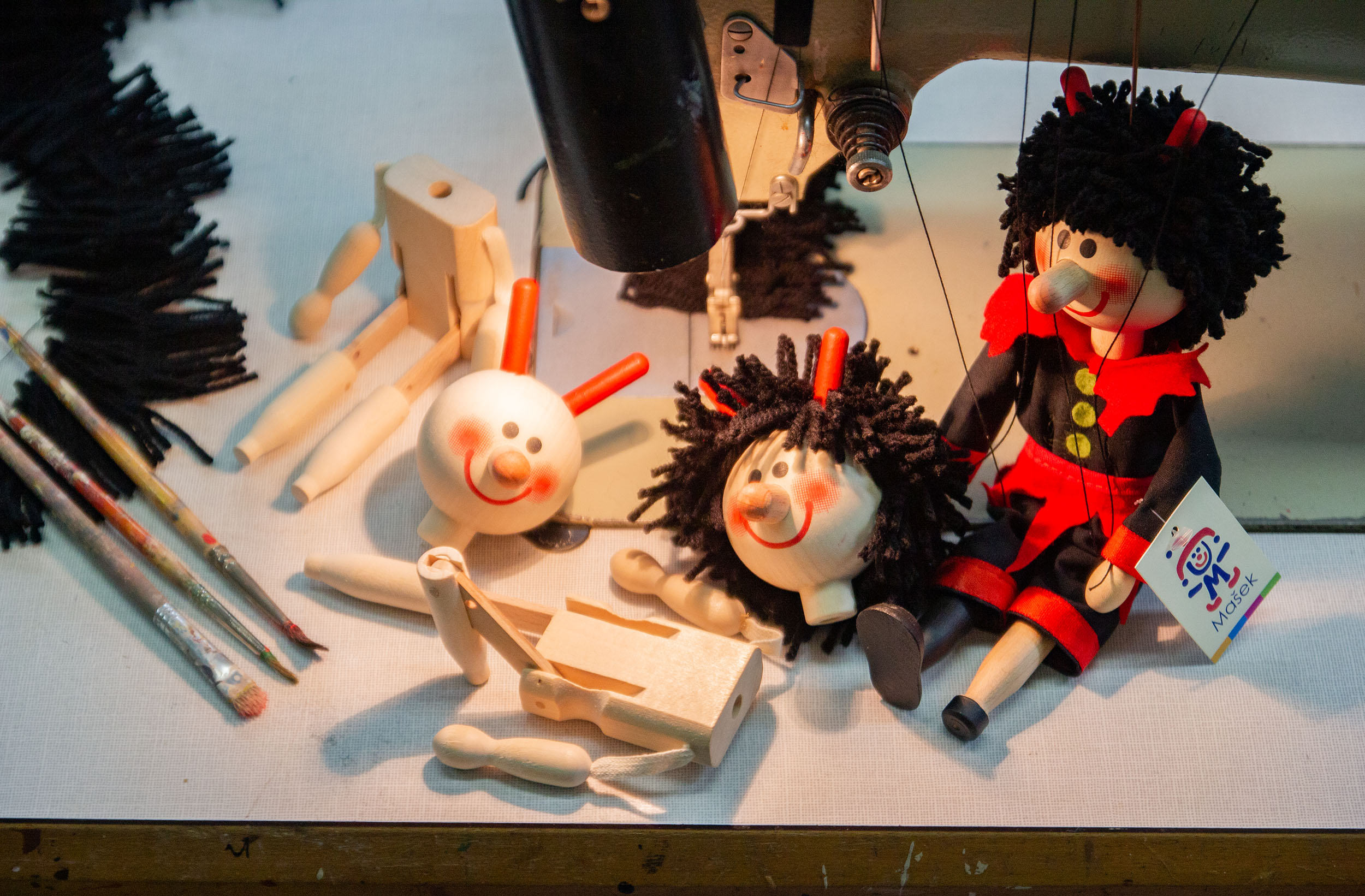
Současná výroba dřevěných loutek. (Loutkářská dílna - Loutky a hračky Mašek)